# Acerophagus serpentinus
Acerophagus serpentinus är en stekelart som beskrevs av Fatma och Shafee 1988. Acerophagus serpentinus ingår i släktet Acerophagus och familjen sköldlussteklar. Inga underarter finns listade i Catalogue of Life.